# Nowe Życie Olsztyna
Nowe Życie Olsztyna – bezpłatny dwutygodnik o profilu ogólnospołecznym, wydawany na terenie województwa warmińsko-mazurskiego od 2004.
Dwutygodnik jest rozprowadzany w sieci punktów sprzedaży detalicznej. Obecnie jedyny na Warmii i Mazurach bogato ilustrowany o tematyce ogólnospołecznej i zasięgu regionalnym. Autorzy omawiają aktualne wydarzenia polityczne, społeczne, gospodarcze, dotyczące miasta, regionu i kraju, jednakże szeroko zakrojona tematyka czasopisma obejmuje również między innymi:
- rozrywkę;
- zdrowie i urodę;
- muzykę;
- historię;
- podróże;
- modę;
- prawo;
- kulinaria;
- ogrodnictwo;
- wywiady z ludźmi estrady.

## Obecny skład redakcji (2018)
- Leszek Lik (redaktor naczelny);
- Paweł Lik (redaktor wydania);
  - Cezary Kapłon, Andrzej Zbigniew Brzozowski, Jacek Panas i Mirosław Rogalski;
- Anna Panas i Mariusz Wadas (współpraca);
- Zbigniew Piszczako (rysunki);
- Paweł Lik (DTP).

W czerwcu 2008 powstała wersja internetowa.